# Allodapula melanopus
Allodapula melanopus är en biart som först beskrevs av Cameron 1905.  Allodapula melanopus ingår i släktet Allodapula och familjen långtungebin. Inga underarter finns listade i Catalogue of Life.